# リスク資産
リスク資産（リスクしさん、英: risky asset）や危険資産やリスクあり資産とは、経済学用語の一つで、利回りという点では期待できるが、それの元本が割れるなどといったリスクのある資産のこと。株式、投資信託、不動産投資、外貨預金、デリバティブなどがこれに当てはまる。対義語は無リスク資産や安全資産やリスクなし資産やリスクフリー資産。
日本の家庭での資産は主に現金預金となっているためリスク資産はそれほど大きくないが、アメリカ合衆国ではリスク資産の割合が高い。日本の歴史では、戦前は株式の多くは富裕層の所有物であったのが戦後になれば大衆の所有物へと変化したり、バブル期ならば株式というものは堅実な資産であったことなどからリスク資産とされる資産であっても多くの日本人の家庭の資産とされている時期もあった。

## 参照
1. ↑  リスク資産 とは - コトバンク